# Phosphomevalonat-Kinase
Die Phosphomevalonatkinase (PMKase) ist das Enzym, das in Eukaryoten die Phosphorylierung von Phosphomevalonat katalysiert, ein Teilschritt bei der Biosynthese der Isoprenoide. PMKase ist im Zytosol der Peroxisomen lokalisiert. Im menschlichen Körper wird sie vor allem in Herz, Leber, Muskeln, Nieren und Bauchspeicheldrüse exprimiert.

## Katalysierte Reaktion
+ ATP ⇔  + ADP
5-Phospho-R-mevalonat wird zu 5-Diphospho-R-mevalonat umgesetzt.